# 小池田マヤ
小池田 マヤ（こいけだ マヤ、1969年5月4日 - ）は、日本の漫画家。山口県光市虹ヶ丘生まれ、大阪府出身。京都市立芸術大学版画科卒業。女性。
本名「山田佳子」（やまだけいこ）。逆に読むと「こいけだまや」となる。
専門学校での非常勤講師経験あり。

## 作風・特徴など
- 1991年、大学在学中に芳文社『まんがホーム』8月号「女流新人4コマまんが展」に「愛ラブうずらチャン」で入選。翌月9月号より「すいーとキッチン」[3]の連載が開始された。その後芳文社の各誌に連載を持ち、「僕のかわいい上司さま」などで再録4コマ誌『まんがタイムコレクション』が数回発売されるなど同社の主力作家の1人として活躍した。後に芳文社から全作品の出版契約を引き上げ、現在は非4コマ誌や青年誌など各社の漫画雑誌に活動の場を拡げている。
- 4コマ漫画に連続性を持たせながら第1話から最終回に至る大きな話を描く、「ストーリー4コマ」の手法を得意とする[4]。「僕のかわいい上司さま」「すーぱータムタム」「バーバーハーバー」などの著作では、連続する複数の4コマを1つのストーリーとして関連づけるのみならず、コマ枠外部への書き込み、1つのエピソードを異なる視点から2本の4コマ漫画に仕立てる、4コマの後に見開きを配置するなど多様な表現法が使われている。

## 主な作品リスト

### 単行本化作品リスト
- 僕のかわいい上司さま（芳文社、全4巻）、完結編（双葉社）、双葉社より文庫版が上下巻で発行。まんがタイムオリジナル平成8年5月号、まんがタイムスペシャル平成9年2月号でそれぞれ連載開始。
- ときめき まっくん!（芳文社、全3巻）、双葉社より文庫版として全1巻が発行。まんがタイム平成7年5月号で連載開始。
  1. ISBN 9784832260832（1996年12月）
  2. ISBN 9784832261198（1998年10月）
  3. ISBN 9784832261631（2000年3月）

  - 文庫版 ISBN 978-4-575-72693-0（2008年11月）
- すーぱータムタム（芳文社、全3巻）、完結編（講談社）、双葉社より文庫版が上下巻で発行。まんがタイムラブリー平成7年1月号で連載開始。
  1. ISBN 9784832260948（1997年9月）
  2. ISBN 9784832260986（1997年11月）
  3. ISBN 9784832261242（1998年12月）
  4. 完結編 ISBN 9784063374711（2001年7月）

  - 文庫版 上 ISBN 9784575727340（2009年10月20日）
  - 文庫版 下 ISBN 9784575727357（2009年10月20日）
- うららかな日々（芳文社、全1巻）ISBN 9784832261037（1998年1月）、わんにゃんCLUB平成6年7月号 - 平成8年7月号で連載。
- おかえり まーさん（芳文社、全3巻）。まんがホーム平成3年9月号、まんがタイムオリジナル平成4年4月号、まんがタイムジャンボ平成4年11月号、まんがタイム平成5年9月号で連載開始。
- 零子が行く!（芳文社、全2巻）まんがタイムスペシャル平成6年4月号 - 平成8年3月号で連載。
  1. ISBN 9784832261327（1999年4月）
  2. ISBN 9784832261372（1999年6月）
- 聖★高校生（少年画報社）全11巻
- …すぎなレボリューション（講談社、全8巻、新装版全3巻）
- マイペース! ゆず★らん（双葉社、全5巻、文庫版2巻）
  1. ISBN 978-4-575-93638-4（1999年8月）
  2. ISBN 978-4-575-93695-7（2000年6月）
  3. ISBN 978-4-575-93753-4（2001年8月）
  4. ISBN 978-4-575-93820-3（2003年3月）
  5. ISBN 978-4-575-93915-6（2004年11月）

  - 文庫版 上 ISBN 9784575727104（2009年4月）
  - 文庫版 下 ISBN 9784575727111（2009年4月）
- バツイチ30ans（竹書房、全2巻）、祥伝社より新装版で全1巻発行。
  1. ISBN 9784812453209（1999年9月）
  2. ISBN 9784812454459（2000年11月）

  - 新装版 ISBN 9784396763695（2005年10月）
- バーバーハーバー（講談社、全7巻）
  - バーバーハーバーNG（講談社、全1巻）
- いちごオフィス（大都社、全4巻）、芳文社『まんがホーム』平成6年4月号で連載開始。
  1. ISBN 9784886534545（2002年7月）
  2. ISBN 9784886534552（2002年7月）
  3. ISBN 9784886534569（2002年8月）
  4. ISBN 9784886534576（2002年8月）
- Cactus,Go to Heaven（略称CGH!）（祥伝社、全5巻）
  1. ISBN 9784396763619（2005年6月）
  2. ISBN 9784396763787（2006年6月）
  3. ISBN 9784396764050（2007年4月）
  4. ISBN 9784396764326（2008年4月）
  5. ISBN 9784396764470（2008年12月）
- ひのたまLOVE （双葉社、全1巻）ISBN 9784575940824（2007年4月）『まんがタイムスペシャル』平成8年4月号 - 平成9年1月号連載の「葵さまが好き♥」同時収録
- うめぼし（スクウェア・エニックス、全2巻）
- 不思議くんJAM（旧題「ミルククラウンの王子様」）（双葉社、全3巻）
  1. ISBN 9784575941555（2008年4月）
  2. ISBN 9784575942507（2009年10月）
  3. ISBN 9784575943252（2011年7月）
- 家政婦さんシリーズ（1~3巻祥伝社、4巻〜双葉社）2021年8月現在、既刊7巻
  1. 放浪の家政婦さん ISBN 9784396764630（2009年7月）
  2. ピリ辛の家政婦さん ISBN 9784396765118（2010年12月）
  3. 誰そ彼の家政婦さん ISBN  9784396765644 (2012年11月)
  4. 颯爽な家政婦さん ISBN 9784575336092（2015年10月17日）
  5. 波飛沫せし家政婦さん ISBN 9784575336634 (2017年4月)
  6. 令和の家政婦さん1（2020年9月17日）
  7. 令和の家政婦さん2（2020年11月17日）
- やさぐれ人魚伝説 マーメイドブルース（旧題「マーメイドブルース」）（竹書房 全1巻） ISBN 9784812471913（2009年11月）
- 私立男装学園（講談社、全2巻）
  1. ISBN 9784063758368（2009年11月）
  2. ISBN 9784063758825（2010年2月）
- 女と猫シリーズ（双葉社) 
  1. 女と猫は呼ばない時にやってくる ISBN 9784575334807 (2012年5月）
  2. 老いた鷲でも若い鳥より優れている ISBN 9784575335514（2013年4月17日）
  3. 鳴く蝉よりも鳴かぬ蛍が身を焦がす ISBN 9784575335514（2014年5月17日）
  4. カラスと書き物机はなぜ似てる? （2015年10月17日）
  5. 仕事は狼ではなく森へは逃げない 上（2018年4月17日）
  6. 仕事は狼ではなく森へは逃げない 下（2018年5月17日）
- あさひごはん（リイド社『webまんがリイドカフェ』2014年4月1日配信開始）
  1. ISBN 9784845841837（2014年12月25日）
- いもうとは秋田犬 (青泉社LGAコミックス)
  1. いもうとは秋田犬（2016年4月20日）
  2. いもうとは秋田犬〜悩めるビギナー編〜(2017年10月20日)
  3. いもうとは秋田犬〜にぎやかイベント編〜（2018年6月20日）
- 釣りとごはんと、恋は凪（ぶんか社）
  1. ISBN 978-4-8211-3607-0 (2018年4月1日）
  2. ISBN 978-4-8211-3821-0（2019年8月1日）　　　　
  3. ISBN 978-4-8211-3821-0（2020年8月17日）
  4. ISBN 978-4-8211-2956-0（2022年5月13日）
  5. ISBN 978-4-8211-5988-8（2025年3月14日）
  6. ISBN 978-4-8211-5989-5（2025年3月14日）

### 主な単行本未収録作品リスト
- おさななじみ（芳文社『まんがタイムスペシャル』1992年 - 1994年）
- くぇいるリコーダー（講談社『なかよし』2009年5月号）
- ドMな極妻姐さん（日本文芸社『週刊漫画ゴラク』不定期掲載）

## 受賞歴
- 第1回理容チョキちゃん大賞：全国理容生活衛生同業組合連合会主催 
  - 受賞作品：『バーバーハーバー』